# Вест-Лінн (Орегон)
Вест-Лінн (англ. West Linn) — місто (англ. city) в США, в окрузі Клакамас штату Орегон. Населення — 27 373 особи (2020).

## Географія
Вест-Лінн розташований за координатами 45°22′2″ пн. ш. 122°38′23″ зх. д. / 45.36722° пн. ш. 122.63972° зх. д. (45.367123, -122.639654).  За даними Бюро перепису населення США в 2010 році місто мало площу 20,86 км², з яких 19,14 км² — суходіл та 1,72 км² — водойми.

### Клімат
| Клімат : Вест-Лінн      | Клімат : Вест-Лінн | Клімат : Вест-Лінн | Клімат : Вест-Лінн | Клімат : Вест-Лінн | Клімат : Вест-Лінн | Клімат : Вест-Лінн | Клімат : Вест-Лінн | Клімат : Вест-Лінн | Клімат : Вест-Лінн | Клімат : Вест-Лінн | Клімат : Вест-Лінн | Клімат : Вест-Лінн | Клімат : Вест-Лінн |
| Показник                | Січ.               | Лют.               | Бер.               | Квіт.              | Трав.              | Черв.              | Лип.               | Серп.              | Вер.               | Жовт.              | Лист.              | Груд.              | Рік                |
| Абсолютний максимум, °C | 18,9               | 23,9               | 27,2               | 33,3               | 40,0               | 39,4               | 41,7               | 41,7               | 40,6               | 35,6               | 22,8               | 20,0               | 41,7               |
| Середній максимум, °C   | 9,4                | 11,7               | 14,4               | 17,8               | 21,1               | 24,4               | 28,3               | 28,9               | 25,6               | 18,3               | 11,7               | 8,3                | 18,4               |
| Середній мінімум, °C    | 2,8                | 2,8                | 4,4                | 6,1                | 8,9                | 11,7               | 13,3               | 13,3               | 11,1               | 7,8                | 4,4                | 1,7                | 7,4                |
| Абсолютний мінімум, °C  | −18,9              | −14,4              | −5,6               | −2,2               | −0,6               | 2,8                | 5,0                | 5,0                | 0,6                | −4,4               | −12,8              | −14,4              | −18,9              |
| Норма опадів, мм        | 172                | 121                | 119                | 88                 | 62                 | 44                 | 17                 | 18                 | 41                 | 92                 | 167                | 186                | 1127               |
| ----------------------- | ------------------ | ------------------ | ------------------ | ------------------ | ------------------ | ------------------ | ------------------ | ------------------ | ------------------ | ------------------ | ------------------ | ------------------ | ------------------ |
| Джерело:                |                    |                    |                    |                    |                    |                    |                    |                    |                    |                    |                    |                    |                    |

## Демографія
Згідно з переписом 2010 року, у місті мешкало 25 109 осіб у 9523 домогосподарствах у складі 7081 родини. Густота населення становила 1204 особи/км².  Було 10035 помешкань (481/км²).
Расовий склад населення:
| - 90,7 % — білих - 4,0 % — азіатів - 0,7 % — чорних або афроамериканців - 0,3 % — корінних американців - 0,1 % — вихідців з тихоокеанських островів - 1,0 % — осіб інших рас |

До двох чи більше рас належало 3,1 %. Частка іспаномовних становила 4,0 % від усіх жителів.
За віковим діапазоном населення розподілялося таким чином: 26,3 % — особи молодші 18 років, 62,6 % — особи у віці 18—64 років, 11,1 % — особи у віці 65 років та старші. Медіана віку мешканця становила 41,5 року. На 100 осіб жіночої статі у місті припадало 95,1 чоловіків;  на 100 жінок у віці від 18 років та старших — 90,9 чоловіків також старших 18 років.
Середній дохід на одне домашнє господарство  становив 113 883 долари США (медіана — 85 464), а середній дохід на одну сім'ю — 131 746 доларів (медіана — 101 181). Медіана доходів становила 77 944 долари для чоловіків та 50 256 доларів для жінок. За межею бідності перебувало 4,8 % осіб, у тому числі 4,5 % дітей у віці до 18 років та 4,6 % осіб у віці 65 років та старших.
Цивільне працевлаштоване населення становило 12 759 осіб. Основні галузі зайнятості: освіта, охорона здоров'я та соціальна допомога — 21,4 %, науковці, спеціалісти, менеджери — 14,5 %, роздрібна торгівля — 14,4 %.